# Каср аль-Хейр аль-Гарбі

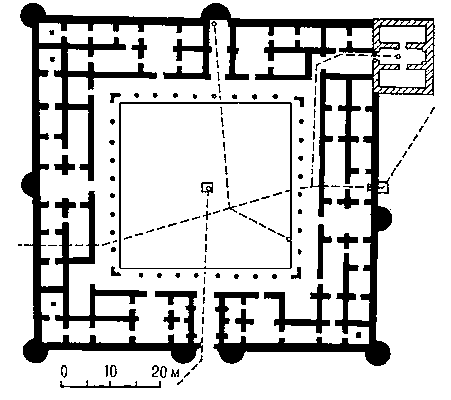
План палацу Каср Аль-Хейр Аль-Гарбі

Каср Аль-Хейр Аль-Гарбі (араб. قصر الحير الغربي, досл.: «Західний палац благоденства») — арабський замок на схід від Хомса (у Сирії), заснований 727 року на місці візантійського монастиря VI століття. До нині збереглися руїни, знайдені на місці замку фрески, стукоподібні рельєфи, фрагменти скульптури поміщені в Національний музей Дамаска.
Зразок архітектурних споруд Омейядів у пустелі: квадратний у плані, з симетрично розташованими навколо двору житловими та господарськими приміщеннями й зовнішнім муром з напівкруглими в плані вежами й монументальним входом. Спочатку був майже правильним квадратом глухих стін розміром 70×70 м, точно орієнтованим за осями координат і укріпленими зовні глухими вежами: на кутах — тричетвертними, а в центрі кожного фасаду — напівкруглими. Стіни були вкриті штукатуркою і розписані фресками. Під час будівництва палацу використовували колони та інші декоративні елементи, здобуті з руїн Пальміри.